# Corrado Herin
Corrado Herin (* 4. August 1966 in Pollein; † 31. März 2019 in Torgnon) war ein italienischer Naturbahnrodler. Nach seiner Rodel-Karriere fuhr Herin auch sehr erfolgreich Mountainbike-Rennen. In beiden Disziplinen konnte er Medaillen bei Großereignissen gewinnen. Der passionierte Pilot starb am 31. März 2019 beim Absturz eines Kleinflugzeuges im norditalienischen Aostatal. Er hinterlässt eine Frau und zwei Kinder.

## Naturbahnrodeln
Während seiner Naturbahnrodel-Karriere in den 1980er-Jahren und der ersten Hälfte der 1990er-Jahre war Herin vor allem im Doppelsitzer mit Almir Betemps erfolgreich, gewann aber auch Medaillen im Einsitzer. Herin und Betemps wurden 1986 und 1992 Weltmeister und 1993 Europameister im Doppelsitzer. Hinzu kamen drei zweite Plätze bei der Weltmeisterschaft 1990 und den Europameisterschaften 1985 und 1987. Im Einsitzer gewann Herin bei der WM 1990 die Silbermedaille. Bei Junioreneuropameisterschaften gewannen Herin und Betemps 1985 und 1987 die Silbermedaille, im Einsitzer gewann Herin 1985 Bronze. Im Weltcup, der seit dem Winter 1992/1993 ausgetragen wird, gewann das Doppel Herin/Betemps alle fünf Rennen der Saison 1993/1994 (das erste zeitgleich mit Manfred Gräber/Günther Steinhauser) und damit auch den Doppelsitzer-Gesamtweltcup. Im Europapokal erzielten Herin/Betemps zwischen 1988 und 1993 drei Podestplätze.

## Mountainbike
Nachdem Herin Anfang der 1990er seine Rodel-Karriere beendet hatte, bestritt er bis zum Jahr 2002 Mountainbiking. Dabei gewann er bei den Mountainbike-Weltmeisterschaften 1994 in Vail sogar die Bronzemedaille in der Abfahrt.